# Proliserpula
Proliserpula is een geslacht van uitgestorven borstelwormen, dat leefde in het Laat-Krijt.

## Beschrijving
Deze worm hechtte zijn koker altijd op een hard substraat, vaak op een ander voorwerp, zoals bijvoorbeeld schelpen. Deze koker kronkelde in een onregelmatige spiraal met een smalle rib bovenop over de gehele lengte. De worm had een ronde mondopening en de zijkanten bevatten duidelijke groeilijnen. Dit geslacht leefde in de diepere oceanen. De normale lengte bedroeg circa vijf centimeter.